# Misumenoides blandus
Misumenoides blandus là một loài nhện trong họ Thomisidae.
Loài này thuộc chi Misumenoides. Misumenoides blandus được Octavius Pickard-Cambridge miêu tả năm 1891.